# Citamiang (Purabaya)
Citamiang is een bestuurslaag in het regentschap Sukabumi van de provincie West-Java, Indonesië. Citamiang telt 4502 inwoners (volkstelling 2010).